# Marjolein de Jong (softballer)
Marjolein de Jong (Velsen, 1 februari 1967) is een voormalig Nederlands softballer.
De Jong kwam uit voor het eerste damesteam van Sparks en was tevens international van het Nederlands damessoftbalteam. Ze nam met dit team deel aan de Olympische Spelen van 1996 in Atlanta als buitenvelder.
Madelon Beek · 
Petra Beek · 
Luciène Geels · 
Jacqueline de Heer · 
Marjolein de Jong · 
Jacqueline Knol · 
Anita Kossen · 
Anouk Mels · 
Sandra Nieuwveen · 
Penny le Noble · 
Corrine Ockhuijsen · 
Sonja Pannen · 
Marlies van der Putten · 
Gonny Reijnen · 
Martine Stiemer